# Liste der Naturdenkmale in Lonsheim
Die Liste der Naturdenkmale in Lonsheim nennt die im Gemeindegebiet von Lonsheim ausgewiesenen Naturdenkmale (Stand 29. Februar 2024).

## Naturdenkmale
| Nr.          | Bezeichnung                           | Lage                                      | Beschreibung                 | Bild                                    |
| ------------ | ------------------------------------- | ----------------------------------------- | ---------------------------- | --------------------------------------- |
| ND-7331-400a | Speierlinge                           | westlich des Ortes an der K 13 Lage       | Sorbus domestica, zwei Bäume | Direkt Bild zu diesem Denkmal hochladen |
| ND-7331-400b | Speierlinge                           | westlich des Ortes; Flur Schönberg Lage   | Sorbus domestica             | Direkt Bild zu diesem Denkmal hochladen |
| ND-7331-439  | Speierling in der Gewann Wasserritsch | südlich des Ortes; Flur Wasserritsch Lage | Sorbus domestica             | Direkt Bild zu diesem Denkmal hochladen |

## Ehemalige Naturdenkmale
| Nr.          | Bezeichnung | Lage                                    | Beschreibung                      | Bild                                    |
| ------------ | ----------- | --------------------------------------- | --------------------------------- | --------------------------------------- |
| ND-7331-400c | Speierlinge | westlich des Ortes; Flur Schönberg Lage | Sorbus domestica; Baum abgegangen | Direkt Bild zu diesem Denkmal hochladen |
| ND-7331-400d | Speierlinge | westlich des Ortes; Flur Schönberg Lage | Sorbus domestica; Baum abgegangen | Direkt Bild zu diesem Denkmal hochladen |